# Edificio amministrativo Ransila I
L'edificio amministrativo Ransila I  è una delle prime costruzione edificate da Mario Botta nella città di  Lugano, in Svizzera. 

## Struttura
Il tema dell'angolo urbano è proposto in questo caso nella giusta misura: la "torre d'angolo" è stata ricavata scavando il volume con un'abile trovata formale che dà luogo alla caratteristica dell'edificio. Il palazzo valorizza la legge di contiguità con il tessuto urbano, ristabilendo l'unità del lotto novecentesco in una posizione d'angolo, di fronte ad una piazza adibita a parcheggio nel centro storico di Lugano. Il volume unitario e massiccio è scavato da grandi aperture a gradoni che individuano una sorta di torre angolare, sulla cui sommità vi è la presenza di un albero.

La separazione tra il paramento esterno in mattoni e la struttura portante in calcestruzzo è fortemente evidenziata: il palazzo si caratterizza da una facciata in cui emerge la ricchezza dell'uso della muratura. Nel Palazzo Ransila si vede l'espressione nel mattone al suo più alto livello, e causa allo spettatore una sequenza di pareti vetrate che alternano la facciata: quest'ordine suggerisce una riduzione di volumi ed accentua il simbolismo di una torre isolata. Le file di mattoni giacciono su più livelli orizzontali e verticali e vengono raggruppati in un tema, quello del pannello quadrato della facciata, che viene sempre riproposto.

Sull'angolo della torre si presentano finte finestre, mentre i vuoti mostrano vetrate continue; le finestre binate lungo i due fronti stradali sono arretrate rispetto al filo esterno del muro. Il cornicione è caratterizzato da una successione d'aperture circolari che concludono aritmicamente l'edificio ed è formato da due travi- parete, gravitanti sulla torre d'angolo, alle quali si attaccano in parte le facciate laterali. Inserito nell'ambiente urbano, il palazzo fuoriesce dagli edifici circostanti, senza sfigurare in ogni caso il ritmo dell'angolo.

La pianta si sviluppa attorno al nucleo dei percorsi verticali e dei servizi, in due ali che accolgono nei vari piani gli uffici, accessibili da un corridoio centrale e illuminati zenitalmente all'ultimo livello per mezzo di una fitta successione di lucernai a forma d'oblò. Al piano terra, sono presenti gli ambienti commerciali che si affacciano direttamente su un porticato che cinge l'edificio e si apre sulle due vie e sull'angolo di congiunzione.

Un'inconsueta scelta dell'architetto è di posizionare un singolo albero nel punto più alto dell'edificio, e a proposito dell'albero dice:
“Mi piace molto quell'albero, rappresenta la natura sull'architettura…l'albero crescerà e diventerà magnifico nei secoli. Questa è un'idea vitale che sembra abbastanza diversa dalla visione del concetto di modernità. È una questione sulla relazione tra architettura e cielo, che io penso che sia importante quanto la relazione con il terreno.

## Dati tecnici
- Progetto: 1981
- Costruzione: 1981/1985
- Collaboratori: Ferruccio Robbiani, Maurizio Pelli, Mischa Groh
- Committente: Ransila S.A. , Lugano
- Struttura Portante: Calcestruzzo armato, con rivestimento esterno in mattoni paramano rossi a facciavista ed interno in pannelli in cartongesso
- Solai: Calcestruzzo Armato con plafone intonacato
- Tetto: Piano con isolamento termico e impermeabilizzazione
- Serramenti: Profilai metallici termolaccati neri
- Pavimenti: Pietra naturale per le parti comuni e moquette in tappeti per gli uffici